# De mysterieuze mijn
De mysterieuze mijn is het tweehonderdvijfde stripverhaal uit de reeks van Suske en Wiske. Het is geschreven en goeddeels getekend door Paul Geerts. 
Het werd gepubliceerd in De Standaard en Het Nieuwsblad van 11 juli 1990 tot en met 31 oktober 1990. De eerste albumuitgave in de Vierkleurenreeks was in december 1990, met albumnummer 226. Het is tevens uitgebracht op compact disc.

## Locaties
- Belgische provincie Limburg, land van Ham, Berkenbos, kolenmijn

## Personages
- Suske, Wiske met Schanulleke, tante Sidonia, Lambik, Jerom, Tobias, Dolly, Leyn Wecks, man, mijnwerkers, reddingsploeg, beschermheilige van de mijnwerkers (Sint Barbara), geesten, Pijntje (boom)

## Het verhaal
De hond Tobias loopt door het bos en denkt aan zijn uit elkaar gevallen gezin. Zijn woonplek (het "hondenparadijs") is verwoest door de aanleg van een snelweg. Lambik, Suske en Wiske raken intussen met hun auto van de weg in Limburg. Ze horen van iemand dat ze kunnen overnachten in een verlaten hoeve. Hier woonde omstreeks 1750 een vrouw genaamd Leyn Wecks. De man zegt echter ook dat hij  zelf nooit naar deze hoeve toe zou willen. In de hoeve komen de vrienden Tobias tegen. 
Suske leest dat Leyn werd beschuldigd van brandstichting en zwarte magie. Ze ontsnapte en woonde een tijdlang in de hoeve waar de vrienden nu zijn. Later verdween ze in de put bij de hoeve. Wiske hoort hierna een stem uit deze put komen. Tobias wordt ’s nachts buiten bewusteloos aangetroffen. Lambik besluit hierop de wacht te houden. Als hij wakker wordt, blijkt hij door de geesten van eeuwen geleden gestorven mensen te zijn omsingeld. Leyn is hier ook bij, en zij vertelt dat terdoodveroordeelden vrijwillig met een fakkel de mijnen in konden; als er mijngas aanwezig was waren ze ten dode opgeschreven, als dat niet aanwezig was waren ze weer vrij. Leyn heeft nu de geesten van degenen die wel zijn omgekomen onder haar hoede genomen. 
Even later staat de hoeve in brand; dit moet ook het werk zijn van Leyn.  Suske en Wiske zijn nergens te bekennen. Tante Sidonia komt de volgende dag ook naar de hoeve, omdat ze zich zorgen maakt over de anderen. Ze ziet de auto van Lambik in een sloot, en even later de uitgebrande hoeve. Uiteindelijk blijken Suske, Wiske en Tobias allen ongedeerd te zijn. Tante Sidonia vindt het onbegrijpelijk dat Lambik het voor Leyn blijft opnemen. 
In het bos ziet Tobias Leyn weer. Tobias wordt met Schanulleke geraakt door tovervloeistof, waardoor beiden kunnen spreken. Ze redden het boompje Pijntje van de op wraak beluste Leyn, die Pijntje wil stukkappen. De vrienden horen ook over de geesten, maar Lambik blijft nog steeds achter Leyn staan. Hij gaat samen met Suske en Wiske de put in, om te bewijzen dat Leyn te goeder trouw is. Als ze een ongeluk dreigen te krijgen worden ze gered door een mysterieus wit licht, waarvan ze op dat moment niet weten wat het is. Lambik gaat hierna alleen verder. Hij komt bij de kamer van Leyn, waar ze hem dronken voert. Leyn laat Lambik een kaart van de mijnen zien, ook kondigt ze een feestje voor de mijnwerkers aan.
Suske en Wiske komen bij het eind van de gang en gaan terug. Ze komen bij de nu lege kamer van Leyn, waar ze de kaart met aanduidingen van mijngas vinden. Lambik wordt bij varkensblazen gebracht. Hij gaat de geesten te lijf die de hoeve in brand staken, met als gevolg dat de met mijngas gevulde varkensblazen ontploffen. Meteen daarna klinkt de sirene van de mijn. Sidonia rent erheen, maar de hulpploeg doet niets voor haar. Schanulleke, Tobias en Pijntje kleden zich als mensen en gaan de mijn in samen met de hulpploeg. Leyn toont hierna haar ware, monsterlijke gezicht aan Lambik. Haar echte motief wordt nu duidelijk: door de mijn te laten ontploffen wil ze wraak nemen voor haar onterechte veroordeling als heks. Lambik wordt vastgebonden aan de varkensblazen. 
De reddingsploeg redt de mijnwerkers. Ze horen van Tobias dat er nog meer slachtoffers verderop in de gang aanwezig zijn. Leyn probeert de liften te saboteren, maar Sidonia betrapt haar. Sidonia wordt zelf door de geesten gevangengenomen. Het lukt haar niettemin om Jerom op te bellen. Suske en Wiske worden weer door het vreemde witte licht gered als de zuurstof dreigt op te raken en het plafond bijna instort. Ze worden door Tobias, Schanulleke en Pijntje gevonden en kunnen ontkomen. 
De mijnwerkers horen over Leyn Wecks en zien dat de liften zijn gesaboteerd. Leyn wil ook de overgebleven varkensblazen laten ontploffen. Als ze bij de put komt, blijkt deze ingestort te zijn. Leyn rent weer naar de mijn. Daar is ook Jerom inmiddels aangekomen, maar het lukt hem niet om Leyn en de geesten tegen te houden. Leyn klimt samen met de geesten via de schacht naar beneden, waar ze zich verdelen in drie groepen . Als een ploeg bij de varkensblazen aankomt, blijken Schanulleke, Tobias en Pijntje deze inmiddels stukgemaakt te hebben. Suske en Wiske worden bij hun poging betrapt, maar ze kunnen de geesten verjagen. De vrienden beseffen dat ze ook de overgebleven groep varkensblazen nog op tijd moeten vinden. Jerom maakt een gang in de richting van die plek. Schanulleke, Tobias en Pijntje kunnen Leyn even ophouden. 
Juist als Leyn op het punt staat om de overgebleven varkensblazen te laten ontploffen, verschijnt het witte licht weer. Het blijkt de beschermheilige van de mijnwerkers te zijn, Sint Barbara. De beschermheilige laat Leyn beloven dat ze haar leven beteren zal, in ruil voor vergeving. De geesten krijgen nu eeuwige rust, dankzij de mijnwerkerslamp van Humphry Davy.
Leyn en Sint Barbara verdwijnen in het niets. Jerom springt uit de mijn en haalt de anderen met de lift naar boven. Tobias vindt Dolly terug. De vrienden gaan met de nu alleen achtergebleven Pijntje naar een heuvel in het bos, waar Pijntje in een prachtige boom verandert.

## Achtergronden

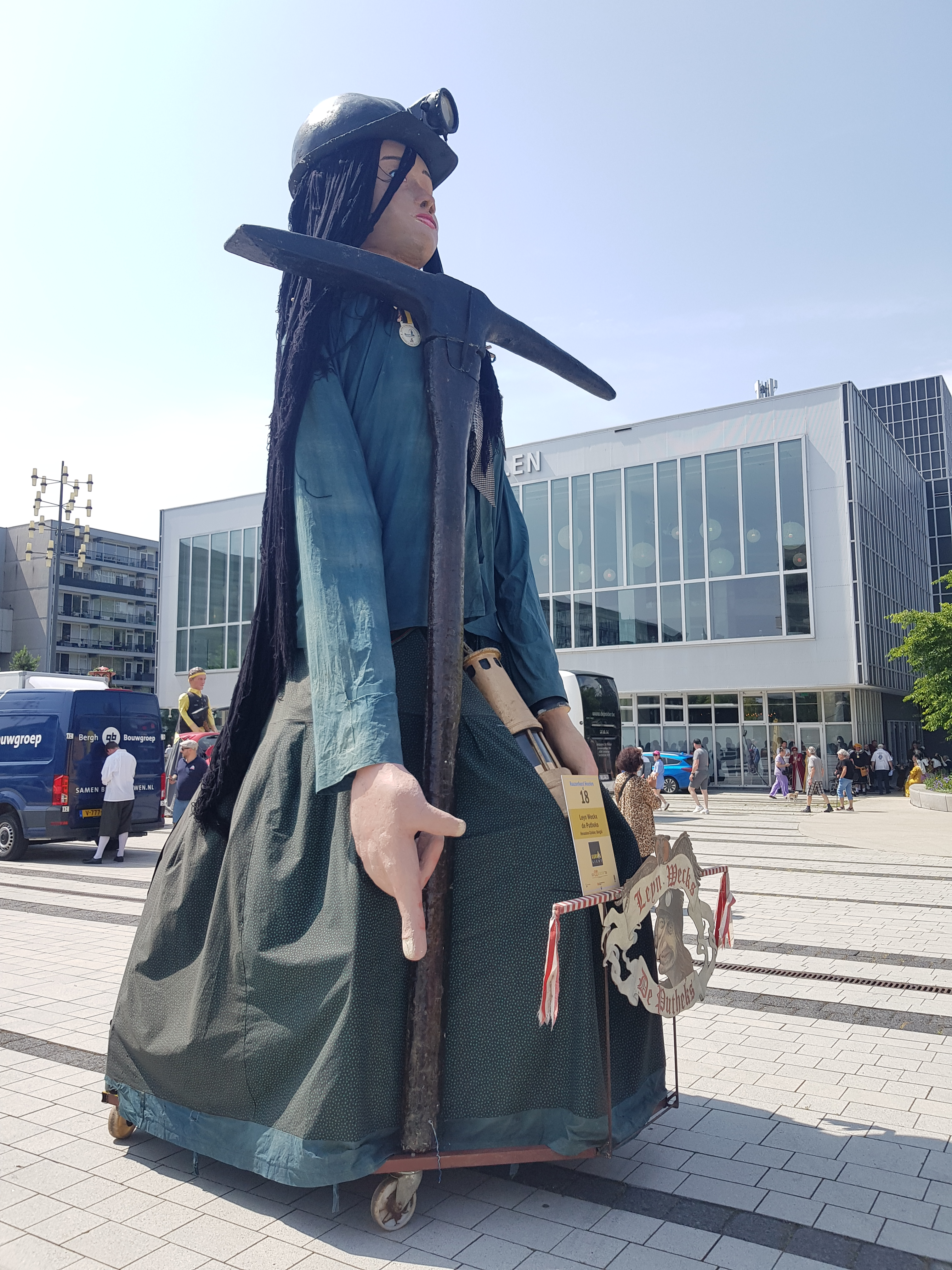
Leyn Weckx ("de putheks") tijdens de Reuzenstoet in Heerlen, 2025

Het verhaal is deels gebaseerd op waargebeurde historische feiten:
- In de mijn werden inderdaad vroeger soms mensen ter dood gebracht.
- Daarnaast wordt er verwezen naar de naweeën begin 18e eeuw van de heksenvervolgingen die in de eeuwen daarvoor veelvuldig hadden plaatsgevonden in veel delen van Europa, waaronder de Lage Landen. Op 16 juni 1725 werd op de heide aan de grens nabij Ham Leyn Wecks (ook bekend als Catheleyn Cuypers), de laatste, uit Eksel afkomstige 'heks' van Limburg, door de schepenbank veroordeeld, mede vanwege brandstichting; eerst moest haar rechterhand worden afgehakt, waarna ze zou worden gewurgd en ten slotte verbrand. Ze wist echter te ontsnappen en dook onder bij een gezin in Berkenbos. Later zou ze op onverklaarbare wijze in de put bij deze hoeve zijn verdwenen (ze staat dan ook algemeen bekend als "de putheks").[2] Dit Suske en Wiske-verhaal gaat ervan uit dat haar ziel eeuwen later nog op dezelfde plek aanwezig is. Gedurende het grootste deel van het verhaal heeft Leyn een kwaadaardige rol, hoewel ze dus tegelijkertijd zelf ook een slachtoffer is.

Het verhaal vormt ook in andere opzichten een aanklacht tegen bepaalde maatschappelijke misstanden, met name de vele beroepsgevaren die er voor mijnwerkers bestaan op hun werkplek door bijvoorbeeld ontploffingen en instortingen.
De door Davy (1778-1829) uitgevonden mijnlamp waar in strook 178 naar wordt verwezen,  was voor mijnwerkers een belangrijk hulpmiddel om gevaarlijke gassen op te sporen.